# Удджвала-ниламани
«Удджва́ла-нила́мани» — гаудия-вайшнавский богословский трактат на санскрите. Состоит из 15 глав. Написан в XVI веке выдающимся кришнаитским богословом Рупой Госвами. Представляет собой дополнение к другому богословскому труду Рупы Госвами — «Бхакти-расамрита-синдху». «Удджвала-ниламани» посвящена описанию характеристик шрингара-расы («любовной расы»). В трактате детально описываются тонкости любовных взаимоотношений Радхи и Кришны, объясняются различные аспекты мистического опыта. Подобно «Бхакти-расамрита-синдху», «Удджвала-ниламани» содержит множество цитат из нескольких десятков других санскритских текстов.